# Erechthias zebrina
Erechthias zebrina är en fjärilsart som beskrevs av Butler 1881. Erechthias zebrina ingår i släktet Erechthias och familjen äkta malar. Inga underarter finns listade i Catalogue of Life.